# Tullia d’Aragona
Tullia d’Aragona (ur. ok. 1505-1510 w Rzymie, zm. w marcu 1556 tamże) – kurtyzana, poetka i filozof

## Młodość
Matka Tulli, Giulia z Ferrary, była uważana za najpiękniejszą kurtyzanę w renesansowym Rzymie. Za młodu przybyła do największego miasta we Włoszech i tam związał się z nią kardynał Lodovico d’Aragona, którego ojcem był nieślubny syn Ferdynanda I z Aragony. Giulia mieszkała na Campo Marzio w kamienicy zajmowanej przez same kurtyzany. 
W 1505 Giulia Ferrarese powiła córkę Tulię, którą kardynał d’Aragona uznał za swoją. Dziewczyna przyjęła jego nazwisko oraz otrzymywała wszystko, co najlepsze od hojnego ojca. Dbał, aby żyła w dostatkach i posiadała odpowiednie wykształcenie. Miała nauczycieli muzyki, śpiewu, tańca, a nawet klasycznych języków. Jednak w 1517 r. stan materialny jej matki znacznie się pogorszył. Kardynał d’Aragona obawiał się, że Borgiowie chcą go otruć. Postanowił więc wyjechać w daleką podróż po krajach Europy. Wówczas znacznie słabiej wspierał finansowo Giulię Ferrarese, aż umarł w 1519 roku.
Giulia wraz z córką z nieznanych powodów przeniosła się do Sieny. Nawiązała stosunek miłosny z zamożnym człowiekiem i znów mogła zadbać o wykształcenie Tulii.

## Lata w Rzymie
Kiedy Tullia dorosła, powróciła z matką do Rzymu. Z czasem jest rozpoznawalna jako poetka, a w domu gości najznakomitszych ludzi. Nie udałoby się to bez wpływów matki, która wiedziała, jak wprowadzić córkę na szeroką scenę rzymskiego życia. Nieraz Tullia bawiła swych gości śpiewem, tańcem, a z taką łatwością prowadziła rozmowy, iż „podobna do Kleopatry” porywała swym wdziękiem całe towarzystwo. Wśród gości znajdowali się między innymi: Umore de Bologna, Hipolit Medyceusz, Filip Strozzi. Jacyś nieprzyjaciele Tulii zaczęli rozsiewać o niej obelżywe pogłoski, wskutek czego młodzież bawiąca u kurtyzany poczuwała się do obowiązku publicznie bronić przyjaciółkę. Wśród rycerzy damy znalazł się Emilio Orsini. 
Chociaż mogło się wydawać, że Tullia miała dobre stosunki z matką, to rodzicielka wywarła szkodliwy wpływ na poetkę. W jednym z sonetów d’Aragona wyraziła się o niej niepochlebnie. Ferrarese przeniosła się do Adrii, a wkrótce dołączyła do niej Tullia, która straciła swoją pozycję. Przyjęła bowiem niezbyt atrakcyjnego Niemca, Gianniego. Młodzież rzymska uznała to za zdradę ulubionej kurtyzany, a nawet zaczęła ją obrażać. Przyjechała do matki, która powiła drugą córkę, Penelopę. 

## Pobyt w Ferrarze
W 1537 r. poetka przeniosła się do Ferrary. Całe miasto wrzało od plotek na temat pięknej dziewczyny z Rzymu. Cennym źródłem informacji o jej pobycie jest list korespondenta do Izabeli d’Este. Informuje ją o przyjeździe kurtyzany z Wiecznego Miasta o imieniu Tullia, która jest nadzwyczaj miła, skromna w obejściu. Śpiewa prześlicznie i jest bardzo charyzmatyczna. Podbijała serca, czym przykładem jest zakochany w niej szlachcic. Jednak korespondent nie zdradza jego nazwiska ze względu na honor rodziny. Człowiek ten bowiem starał się pozyskać łaski Tulii przez kupowanie jej drogich prezentów. Urażony odrzuceniem postanowił zdobyć ją za wszelką cenę. Podstępem udał się do niej na kolację wraz z towarzyszem, zamiast z siostrą, która miała przyjść w oficjalnej propozycji. Obaj panowie nie chcieli opuścić mieszkania gospodyni do bardzo później pory, a wielbiciel dalej próbował przekupić Tulię drogimi podarkami. Gdy kurtyzana ponownie odmówiła, mężczyzna wyjął puginał i pchnął się nim w pierś. Jednak rana nie była śmiertelna. 
D'Aragona nie była tak oschła, jak mogłoby się wydawać, gdyż miała własne słabostki. Jedną z nich był poeta Girolamo Muzio, dworzanin księcia Ercola II. Dwójka artystów tworzyła o sobie sonety, ale uczucie było silniejsze ze strony mężczyzny, niż kurtyzany. Krążyło wokół niej wiele nieprzychylnych uwag, zwłaszcza odnośnie do romansów z jej udziałem.

## Niepowodzenia
Po kilku miesiącach Tullia udała się do Wenecji, która po Rzymie była ostoją kurtyzan. Zastała tam Bernarda Tassa, który się w niej zakochał. Jednak nie był w stanie jej pomagać finansowo. Poza tym sytuacja Tulii była bardzo trudna, gdyż wszystkie weneckie kurtyzany były bardzo zazdrosne o jej wdzięki i talenty. W mieście d’Aragona przyznała się, że wstydzi się swojej profesji i wyraziła swoje wzniosłe poglądy na temat miłości. Szybko nabyła licznych, wpływowych wrogów, więc musiała opuścić miasto. Udała się do Sieny, jednak tam również jej się nie powodziło. Ok. 1542 r., gdy miała już trzydzieści siedem lat wyszła za mąż za ferarrczyka niskiego stanu, Guicciardiego. Najprawdopodobniej miał jej tylko zapewnić tytuł mężatki. Oskarżono ją bowiem, iż jest kurtyzaną, a mieszka poza wyznaczoną dzielnicą dla kobiet o tym samym fachu i ubiera się inaczej niż nakazuje prawo. Wówczas wykazała się, że jest mężatką i prowadzi się przyzwoicie. 
W Sienie Tullia nie zaznała szczęścia. Wmieszana w jakieś polityczne intrygi w 1544 roku i musiała wyjechać. Od tej pory nie wiadomo, co się stało z jej mężem. Udało jej się zdobyć przychylność księcia toskańskiego i w 1546 r. udała się do Florencji, aby uciec przed rozwścieczonymi sieneńskimi rewolucjonistami. Swojego protektora znalazła w osobie Benedettiego Varchi, słynnym poecie, którego najprawdopodobniej znała już wcześniej. Ich miłość nie trwała długo i kochankowie wkrótce znaleźli sobie nowych wielbicieli. 
W październiku książę Kosma wydał rozporządzenie o ubiorze mężczyzn i kobiet. Według niego kurtyzany nie mogły nosić ubrań z sukna i jedwabiu, na głowie powinny mieć chusty o złotym lub żółtym obramowaniu. Tulia oczywiście nie dostosowała się do nakazów i pół roku później została upomniana przez władze. Poprosiła o pomoc wszystkich otaczających ją ludzi, nowych i starych znajomych. Dzięki swoim wpływom przekonała księcia i dostała urzędowe przeświadczenie, że jest poetką, a nie kurtyzaną.

## Śmierć
Ponieważ jej gwiazda gasła, wyjechała do Rzymu w 1548 roku. Ponownie zamieszkała na Campo Marzio i przywdziała żółty welon jako kurtyzana. Mieszkała wraz z żyjącą jeszcze matką i młodszą siostrą, Penelopą. Do 1556 nic nie wiadomo o życiu poetki. Ciężko chorująca spisała swój testament, w którym większość swojego majątku przepisała Kościołowi. Oprócz tego przeznaczyła pewną sumę młodemu chłopcu o imieniu Celio, którym opiekował się Pietro Chiocco, kucharz kardynała Cornaro. Nie wiadomo, czy był on jej synem. 
Tulia d’Aragona została pochowana w kościele św. Augustyna przy swojej matce i przyrodniej siostrze, które zmarły wcześniej.

## Publikacje
Nie zostały przetłumaczone na język polski.
- Rime della signora Tullia d’Aragona e di diversi a lei (1547)[4]
- Dialogo dell'Infinità d'Amore (1547)
- Il Meschino, o il Guerino (1560)[4]
- Testi sparsi in varie raccolte poetiche o epistolari d'altri autori contemporanei